# Thajská Wikipedie
Thajská Wikipedie je jazyková verze Wikipedie v thajštině. Byla založena v prosinci 2003. V lednu 2022 obsahovala přes 145 000 článků a pracovalo pro ni 16 správců. Registrováno bylo přes 415 000 uživatelů, z nichž bylo asi 1 100 aktivních. V počtu článků byla 58. největší Wikipedie.